# LEDA 1245565
LEDA 1245565 è una galassia a spirale (SBa) situata prospetticamente nella costellazione della Vergine alla distanza di oltre 1 miliardo di anni luce dalla Terra.
È una galassia di Seyfert 1 con al centro la presenza, contrariamente a quanto atteso per la tipologia di galassia, di un buco nero di massa intermedia anziché di un buco nero supermassiccio. 
Nell'immagine ripresa dal Telescopio spaziale Hubble si presenta di faccia (face-on).